# Petrobia moutiai
Petrobia moutiai är en spindeldjursart som beskrevs av Baker och Pritchard 1960. Petrobia moutiai ingår i släktet Petrobia och familjen Tetranychidae. Inga underarter finns listade i Catalogue of Life.